# Zebra-Geradsalmler
Der Zebra-Geradsalmler (Distichodus sexfasciatus), in Angola Tshikanga, auf Englisch Sixbar Distichodus (zu deutsch Sechsstreifen-Distichodus) genannt, gehört zur Ordnung der Salmlerartigen und ist in Afrika heimisch.

## Vorkommen
Distichodus sexfasciatus kommt im mittleren und unteren Kongo in der Demokratischen Republik Kongo vor. Weitere Verbreitungsgebiete sind der Tanganyika-See in Zentralafrika und Angola.

## Beschreibung
Der Zebra-Geradsalmler gehört zur Unterfamilie der Distichonidae und besitzt ctenoide Schuppen.
Die Fische werden zwischen 76 und 100 Zentimeter lang. Im Durchschnitt erreicht er 25 Zentimeter. Er besitzt folgende Flossenformel: Dorsale 0 (24–25 Weichstrahlen), Anale 0 (14–15 Weichstrahlen).
Ihr Körper ist rotbraun bis rötlich-gelb gefärbt und die Flanken mit sechs schwarzen Querbinden gezeichnet. Jungfische sind noch kräftiger gefärbt als adulte Tiere und besitzen blutrote senkrecht stehende Flossen. Der Zebra-Geradsalmler hat einen mehr oder weniger hochrückigen Körper mit einem langgestreckten, teilweise gedrungenen und seitlich abgeflachten Kopf. Seine Schnauze hat eine charakteristische kegelförmig zugespitzte Form. Anhand seiner Maulstellung lässt er sich von der verwandten Art Distichodus lusosso unterscheiden. Auf der Fettflosse können sich kleine Schuppen befinden. Geschlechtsunterschiede sind nicht beschrieben.

## Lebensweise
Der Zebra-Geradsalmler bevorzugt Gewässer mit einem pH-Wert zwischen 6,0 und 7,5, sowie Wassertemperaturen zwischen 22 und 26 °C. Er tritt in Schwärmen und Schulen der unteren Wasserschichten von Flüssen auf, in Seen meist in Ufernähe. Distichodus sexfasciatus ernährt sich von Kleintieren, Würmern, Krebsen, Insekten und pflanzlichem Material.

## Wirtschaftliche Bedeutung
Lokal können Zebra-Geradsalmler Speisefische sein.